# Mugina (Ruanda)
Mugina ist eine Stadt im Distrikt Kamonyi in der Südprovinz von Ruanda.

## Geographie
Mugina liegt südwestlich der Hauptstadt Kigali im gleichnamigen Sektor Mugina des Distrikts Kamonyi auf einer Höhe von 1526 m. Durch die Stadt führt die Stand 2017 nicht asphaltierte District Road 82.

## Bevölkerung
Die Bevölkerung lag nach der Volkszählung von 2012 bei 14.755. Der gesamte Sektor hatte 2012 eine Bevölkerung von 38.709. Im Jahr 2022 waren es 45.894.

## Geschichte
Während des Völkermords in Ruanda im Jahr 1994 suchten tausende Tutsi aus den Provinzen Kigali und Kigali Rural sowie umliegenden Gemeinden in Mugina Zuflucht. Zwischen dem 21. und 26. April und insbesondere am 25. April kam es zu Massakern, bei denen schätzungsweise 30.000 Tutsi-Zivilisten ermordet wurden. Zu den beschuldigten Tätern zählt unter anderem Pierre-Claver Karangwa, der seit 1998 in den Niederlanden lebt. Eine bereits 2012 geforderte Auslieferung an Ruanda wurde durch den Hohen Rat der Niederlande im Juni 2023 abgelehnt, da für ihn dort kein faires Gerichtsverfahren gewährleistet sei.

## Persönlichkeiten
- Ildephonse Hategekimana (* 1. Februar 1964), ruandischer Soldat und Völkermordtäter[9]
- Calixte Ndagijimana († 1994), im Völkermord getöteter Bürgermeister[10]